# Contagion (película de 2002)
Contagion (en español: Alerta: Ebola y Contagio) es un telefilme de 2002 dirigido por John Murlowski y protagonizado por Bruce Boxleitner y Megan Gallagher.

## Argumento
Durante la visita a una pequeña población el presidente Howard recibe un disparo de un francotirador. Para sorpresa de todos, se trata de un dardo que parece estar envenenado y el presidente es conducido inmediatamente al hospital más cercano. La doctora Diane Landis le somete a una serie de pruebas que demuestran que ha sido contagiado por el virus del ébola, por lo que debe ser puesto en cuarentena junto al resto del hospital. El pánico cunde entre la población al conocerse la noticia y todos temen estar expuestos al virus.

## Reparto
| Actor            | Peronaje          |
| ---------------- | ----------------- |
| Bruce Boxleitner | Presidente Howard |
| Megan Gallagher  | Dra. Diane Landis |
| Lin Shaye        | Laura Crowley     |
| Tom Wright       | Tom Brenner       |
| Dan Lauria       | General Ryker     |
| Matteo Crismani  | Dusty             |
| David Wells      | Dell Maxwell      |

## Recepción
El telefilme ha sido valorado en el Internet en portales cinematográficos. En el portal cinematográfico IMDb. Con 767 votos registrados al respecto, la película de televisión obtiene en ese portal una media ponderada de 4,0 sobre 10. En Rotten Tomatoes tiene la consideración de "fresco" para el 37% de las más de 1.000 valoraciones de los usuarios dándole una valoración de 2,6 de 5 como media total.